# 사쿠라이시
사쿠라이시(일본어: 桜井市)는 일본 나라현 중부에 있는 시이다.
조몬 시대와 야요이 시대의 토기 조각을 일반 밭에서도 볼 수 있어 역사의 깊이를 짐작케 한다. 또 야요이 시대와 고훈 시대의 전방후원분 등 고분이 오늘날까지 많이 남아 있다. 초기 야마토 왕권의 중심지였다고 여겨진다.
오미와 신사와 하세데라, 도미봉의 단잔 신사 등 유서 깊은 사찰도 많이 있다. 종교적으로도 역사가 깊고 고대 신앙의 형체 연구에서도 중요한 지역이다.

## 지리
시의 서부와 북부는 나라 분지 동남쪽에 위치하고 테라가와강과 하쓰세강(야마토강)이 흐르는 비교적 평탄한 전원 지대로 사쿠라이역과 미와역 주변, 국도 165호선 연선을 중심으로 시가지를 형성하고 있다. 남부에서 동부까지는 류몬 산지가 우뚝 솟아 있어 냉량한 기후를 이용해 다이와차와 소면을 생산하고 있다. 덧붙여 산간부의 취락에서는 인구 감소가 현저해 산기슭의 시가지와는 대조적인 모습을 보이고 있다.

### 인접하는 자치체
- 나라시, 가시하라시, 덴리시, 우다시
- 시키군 다와라모토정
- 다카이치군 아스카촌
- 요시노군 요시노정

## 역사
- 1889년 4월 1일 - 촌제 시행으로 도이치군에 사쿠라이촌이 탄생하였다.
- 1890년 11월 18일 - 정으로 승격해 사쿠라이정이 되었다.
- 1893년 5월 23일 - 오사카 철도(현 사쿠라이선)가 개업하였다.
- 1896년 3월 29일 - 도이치군이 시키조군, 시키게군과 합병해 시키군이 성립하여 시키군 소속이 되었다.
- 1956년 9월 1일 - 시키군 다이후촌, 가구야마촌을 편입하면서 시로 승격해 사쿠라이시가 되었다.

## 교통

### 철도
- 서일본 여객철도 사쿠라이선
  - (← 덴리시 야나기모토역) - 마키무쿠역 - 미와역 - 사쿠라이역 - (가시하라시 가구야마역 →)
- 긴키 닛폰 철도 오사카선
  - (← 가시하라시 미미나시역) - 다이후쿠역 - 사쿠라이역 - 야마토아사쿠라역 - 하세데라역 - (우다시 하이바라역 →)

### 도로
- 국도 제165호선 (일본)(일본어판)
- 국도 제166호선 (일본)(일본어판)
- 국도 제169호선